# 横浜 7th AVENUE
横浜 7th AVENUE（よこはまセブンスアベニュー）は、神奈川県横浜市にあるライブハウス。

## 概要
1985年4月にオープン。横浜のロックを支えて30余年の、老舗の名門ライブハウス。若手のロックミュージシャンの登竜門として知られる。「ニューエイジレヴォリューション」と題した初心者のための企画を開催し、高校生などの若いバンドの育成にも積極的である。

## 施設概要
音響や照明が充実している。
- スタンディング（約350人）
- 所在地 - 神奈川県横浜市中区山下町252 グランベル横浜ビルB1F
- 最寄り駅
  - JR東日本根岸線・京浜東北線、横浜市営地下鉄ブルーライン 関内駅
  - 横浜高速鉄道みなとみらい線 日本大通り駅